# Jordi Masferrer Puig
Jordi Masferrer Puig (Badalona, 15 d'octubre de 1935) és un exjugador de bàsquet català.
Masferrer es formà al Joventut de Badalona. Debutà a la màxima categoria del bàsquet nacional en la temporada 1951-52, equip amb el qual jugà fins a la temporada 53-54. En aquests anys a Badalona va guanyar el Campionat d'Espanya de bàsquet el 1953, i es va proclamar campió del Campionat de Catalunya tres temporades seguides. Aleshores s'incorporà al Futbol Club Barcelona i el 1957 retornà a Badalona. En el seu retorn a la Penya va tornar a guanyar el Campionat d'Espanya, i va ser subcampió de Lliga dues de les tres temporades que s'hi va estar. Finalment, l'any 1960 fitxà per l'Orillo Verde de Sabadell. Fou diverses vegades internacional amb la selecció espanyola absoluta.